# Sørens Paradis
|  | Denne artikel er oprettet af botten Steenthbot ud fra en ekstern database. Den kan derfor have sproglige fejl eller mangler. Denne skabelon kan fjernes efter kontrol af indholdet. |

Sørens Paradis er en dansk naturfilm fra 1937.

## Handling
Margarinefabrikken Alfa har produceret denne film, som indledes med optagelser af det pulserende storbyliv med dens 'kompakte Bygningsmasser i Funkismens Tidsalder'. Der er tempo, kaos og støj. Men kun få timers togtur fra taxaernes tuden og sporvognenes klemten ligger en anden verden: Sørens paradis. Her er landlig idyl, gårdens dyr løber frit omkring og bonden pløjer med tospand. I naturen trives de vilde dyr og fuglelivet. Der er storkepar på Skovgaarden, brushanen gør sig til for magen, og hættemågen ruger i græsset, hvor ungerne kan finde skjul. En naturfilm fra det skønne Sydsjælland.